# Michail Tjigorin
Den här artikeln använder algebraisk schacknotation för att beskriva schackdragen.
Michail Ivanovitj Tjigorin (ryska: Михаил Иванович Чигорин), född 12 november (31 oktober g.s.) 1850 i Gattjina, död 25 januari (12 januari g.s.) 1908 i Lublin, var en rysk schackspelare.
Det finns flera schacköppningar som är namngivna efter Tjigorin, som exempelvis Tjigorins variant i spansk öppning (1.e4 e5 2.Sf3 Sc6 3.Lb5 a6 4.La4 Sf6 5.O-O Le7 6.Te1 b5 7.Lb3 d6 8.c3 O-O 9.h3 Sa5) och Tjigorins försvar i damgambit (1.d4 d5 2.c4 Sc6).
Tjigorin uppfann även öppningslinjen 1.e4 e6 2.De2 i franskt parti. Nu betraktas varianten som en föregångare till kungsindiska uppställningar, men Tjigorin spelade varianten med andra idéer (exempelvis b3) i åtanke.

## Utmärkelser
Asteroiden 7268 Chigorin är uppkallad efter honom.